# 검은 전설

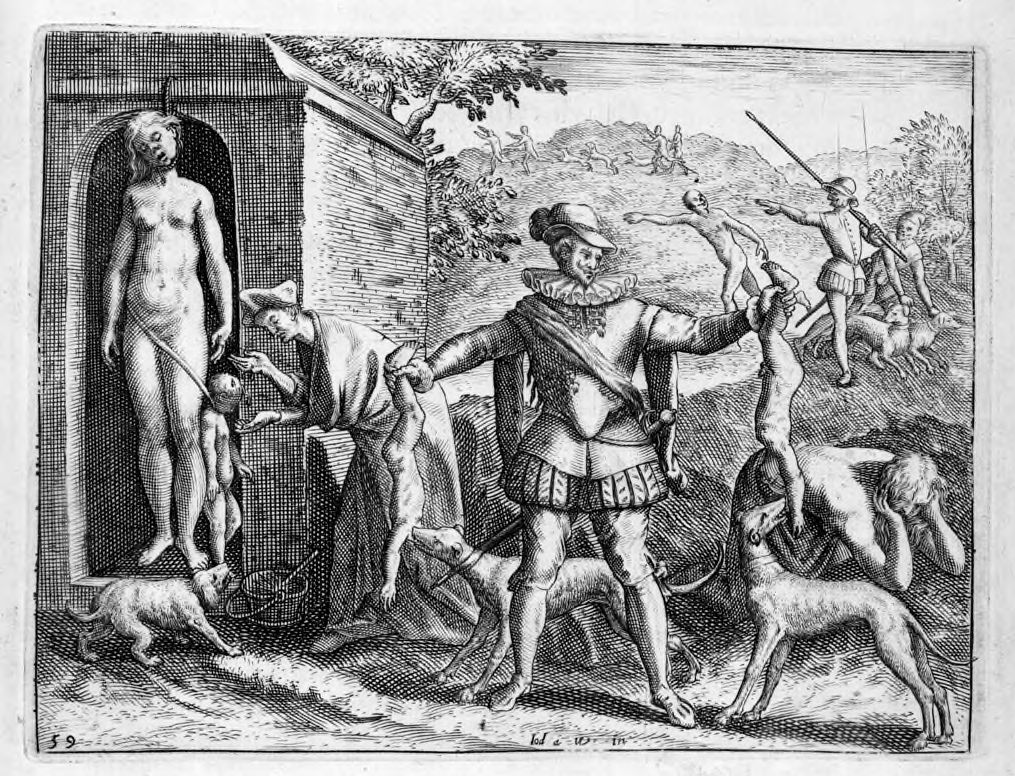
여자를 죽여 잡아먹고 여자의 아이들은 개먹이로 주는 에스파냐인을 그린 판화. 1598년 테오도르 더 브리 작품.

검은 전설(스페인어: Leyenda negra)이란 기존의 영미권 중심 역사학에 반(反)에스파냐・반(反)천주교적 편견, 즉 “검은 전설”이 만연해 있었다는 역사서술적 관점이다.
검은 전설론을 주장하는 측에서는 검은 전설의 기원이 16세기 종교개혁 이후 에스파냐 제국과 다투던 신교도 세력 및 네덜란드와 잉글랜드가 에스파냐와 그 문화, 그리고 가톨릭 왕정을 악마화하고자 퍼뜨린 흑선전으로까지 거슬러 올라간다고 주장한다. 또한 17세기의 반에스파냐 선전의 내용은 에스파냐가 미주 신대륙을 정복하면서 이루어진 행위들에 대한 사실들이 그 기반이 되기는 했으나, 그 폭력의 수위를 과장해서 묘사하는 한편 다른 유럽 강대국들이 저지른 비슷한 행위는 눈감는 이중잣대가 적용되었다고 한다.
16-17세기 에스파냐의 역사를 서술할 때 있어 “검은 전설”이 실존했다는 사실 자체는 현재 다수의 학자들 사이에 공감받고 있으나, 그 전설의 양상이 무엇이었느냐에 대해서는 제설이 있다.